# Azurspindling
Azurspindling (Cortinarius lebretonii) är en svampart som beskrevs av Quél. 1880. Azurspindling ingår i släktet Cortinarius och familjen spindlingar.  Arten är reproducerande i Sverige. Inga underarter finns listade i Catalogue of Life.